# Aldintsi
Aldintsi (en macédonien Алдинци, en albanais Aldinca) est un village du nord de la Macédoine du Nord, situé dans la municipalité de Stoudenitchani. Le village comptait 3 habitants en 2002. Il se trouve à 1 222 m d'altitude, dans la chaîne de Yakoupitsa.

## Démographie
Lors du recensement de 2002, le village comptait :
- Albanais : 3